# 天生完美基金会
Born This Way Foundation（有时缩写为BTWF）是一个非营利组织，由美国艺术家兼活动家Lady Gaga和她的母亲Cynthia Germanotta于2012年创立。该基金会以她的专辑《Born This Way》命名，致力于支持年轻人的身心健康，并与他们一同“让世界更善良、更勇敢”。

## 背景
在纪录片《Inside the Outside》中，Lady Gaga描述了她在青春期是如何被欺负的，在同学面前被人扔进垃圾桶。这位歌手经常与公众分享她的个人经历，并一直希望“建立一套勇敢和善良的标准，以及建立一个全球社区去保护和培养遭受欺凌和遗弃的他人”。她和她的母亲创办了BTWF，与年轻人合作，并给他们提供技能和机会去建设一个更善良、更勇敢的世界。